# 任那日本府
任那日本府（みまなにほんふ）は、古代朝鮮半島にあったとされる大和朝廷の出先機関ないし外交使節、完全な日本領、その他多くの学説がある。『日本書紀』雄略天皇紀と欽明天皇紀に記述がある。日本の文部科学省は任那日本府について「近年は任那の恒常的統治機構の存在は支持されていない」と見解を述べている。

## 概要
倭（古代日本）が朝鮮半島南部に設置した統治機関として『日本書紀』に言及されているものである。少なくとも、下記に列挙される史実を根拠として、倭国と関連を持つ何らかの集団（倭国から派遣された官吏や軍人、ヤマト王権に臣従した在地豪族、あるいは倭系百済官僚、等々）が一定の軍事的・経済的影響力を有していたと考えられている。
1. 『日本書紀』をはじめ、中国や朝鮮の史書でも朝鮮半島への倭国の進出を示す史料が存在する（倭・倭人関連の朝鮮文献）（倭・倭人関連の中国文献）。

1. 『好太王碑』に倭が新羅や百済を臣民としたと記されている[注釈 2][注釈 3]など、朝鮮半島での倭の活動が記録されている。

1. 新羅・百済・伽耶の勢力圏内で日本産のヒスイ製勾玉が大量に出土（高句麗の旧領では稀）しているが、朝鮮半島には勾玉に使われるヒスイ（硬玉）の産地はなく、東アジア（と東南アジア）全体でも日本の糸魚川周辺とミャンマーしか産地がないこと[注釈 4]に加えて、最新の化学組成の検査により朝鮮半島出土の勾玉が糸魚川周辺遺跡のものと同じであることが判明している[注釈 5]。

1. 幾多の日本列島独特の墓制である前方後円墳が朝鮮半島の全羅南道で発見されているが、この地は任那四県とよばれる広義の任那の一部である[注釈 6][注釈 7][注釈 8]。

1. 『宋書』倭国伝のなかで451年、南朝宋の文帝が倭王済（允恭天皇に比定される）に「使持節都督倭・新羅・任那・加羅・秦韓・慕韓六国諸軍事」の号を授けたとあり、478年には順帝が倭王武（雄略天皇に比定される）に「使持節都督倭・新羅・任那・加羅・秦韓・慕韓六国諸軍事安東大将軍倭王」の号を授け、武は上表文で「開府儀同三司」を自称したと記述されている。

1. 『南斉書』加羅国伝のなかで479年、南朝斉の高帝が加羅王荷知（嘉悉王または銍知王に比定される）に「輔国将軍・本国王」の号を授けたと記述されている。

## 歴史史料にみえる任那

### 中国
- 『宋書』では3世紀以前の「弁韓（弁辰）」が消えて、438年条に「任那」が見え、451年条に「任那・加羅」と2国が併記される。
- 『南斉書』も倭国伝では併記を踏襲しているが、特に加羅国伝を立てて荷知王の遣使を記している。任那国伝はない。
- 『梁書』（629年成立）は、「任那・伽羅」と表記を変えて併記する。
- 『翰苑』（660年成立）新羅条に「任那」が見え、その註（649年 - 683年成立）に「新羅の古老の話によれば、加羅と任那は新羅に滅ばされたが、その故地は新羅国都の南700～800里の地点に並在している」と記されている。
- 『通典』（801年成立）辺防一新羅の条に「加羅」と「任那諸国」の名があり、新羅に滅ぼされたと記されている。『太平御覧』（983年成立）、『冊府元亀』（1013年成立）もほぼ同様に記述している。

### 日本
- 『日本書紀』（720年成立）崇神天皇条 - 天武天皇条に「任那」が多く記される（詳細後述）。
- 『肥前風土記』（713年成立）松浦郡条に「任那」が見える。
- 『新撰姓氏録』（815年成立）は、任那に出自を持つ10氏とそれぞれの祖が記載されている。「任那」のほか「彌麻奈」・「三間名」・「御間名」と表記される。

### 朝鮮半島
- 広開土王碑文（414年建立） : 永楽10年（400年）条の「任那加羅」。
- 『鳳林寺真鏡大師宝月凌空塔碑文』（924年成立）：大師の俗姓について「任那の王族に連なる新金氏」としている。
- 『三国史記』（1145年成立）：列伝に1例見られる。（巻46・強首伝：「臣本任那加良人」）。

## 研究史・論争史
多分に政治的な問題（韓国の民族主義など）も含まれることから、その実態がどのようなものであったかについては学界でも決着をみていない。
高麗大学教授で日本古代史学者の金鉉球は、『日本書紀』には倭が任那日本府を設置して、朝鮮半島南部を支配しながら、百済・高句麗・新羅三国の三国文化を搬出していったことになっているのに、韓国の中学校・高校の歴史教科書では、百済・高句麗・新羅三国の文化が日本に伝播される国際関係は説明がなされず、ただ高句麗・新羅・百済の三国が日本に文化を伝えた話だけを教えており、さらに、百済・高句麗・新羅三国の文化を日本に伝えたとされる話の朝鮮最古の史書は12世紀の『三国史記』であり、古代朝鮮の史書は存在しないため、すべて『日本書紀』から引用している。
2010年（平成22年）には、日韓歴史共同研究委員会が任那日本府（原表記「在安羅諸倭臣等」）に関して、日本側の参加者であった森公章と浜田耕策が「従来イメージされているような出先機関的な機構としてのまとまりを形成していた訳ではなく、平時における存在意義は大きなものではなかった」と結論付けている。

### 第二次大戦前
第二次世界大戦前の日本における伽耶地方の研究においては、『日本書紀』に現れる任那日本府を倭国が朝鮮半島南部を支配するために設置した出先機関であると史書どおり解釈したものであった。その流れにおける研究は明治期の那珂通世、菅政友らをはじめとし、津田左右吉を経て戦後に末松保和『任那興亡史』において大成された。
当時、一般的な認識は、任那日本府の淵源を『日本書紀』神功紀にある「官家」に求め、任那日本府は伽耶地方＝任那地方を政治的軍事的に支配したとするものである。
そのため三韓征伐のモデルとなった朝鮮半島への出兵を4世紀半ば（神功皇后49年〈249年〉を干支2巡繰り上げたものと見て369年と推定する）とし、以降、当地域は倭王の直轄地であったとした。また、任那日本府は当初は臨時の軍事基地に過ぎなかったが、やがて常設の機関となったとみられていた。
その後、高句麗や新羅が百済北部を侵すようになると、百済は執事の功績を賞賛し、大和に援軍を求めた。554年、百済が新羅に敗れて聖王（聖明王）が殺され、562年には任那全土が新羅に奪われるに至り、日本府は消滅したとされる。
『宋書』倭国伝の記述では451年、南朝宋の文帝は、倭王済（允恭天皇に比定される）に「使持節都督倭・新羅・任那・加羅・秦韓・慕韓六国諸軍事」の号を授けたと記述している。
また、478年、南朝宋の順帝は、倭王武（雄略天皇に比定される）に「使持節都督倭・新羅・任那・加羅・秦韓・慕韓六国諸軍事・安東大将軍・倭王」の号を授けたと記述しているため、南朝宋は倭が朝鮮半島南部に大きな影響力を持ち、事実上支配していると認識していたことを示しており、上記の見解と一致している。

### 第二次大戦後
第二次世界大戦後も、1970年代までは、古代の日本が4世紀後半から朝鮮南部を支配して任那日本府を設置したという見解は日本学界の通説であった。
江上波夫は全く逆の立場から任那日本府の存在を認める独自の説を提唱した（騎馬民族征服王朝説を参照）。
1963年（昭和38年）の朝鮮民主主義人民共和国（北朝鮮）の金錫亨の論文、「三韓三国の日本列島内の分国について」は一般に「分国論」と呼ばれ、朝鮮半島の三国が日本列島内に植民地を持っていたという説である。しかし、根拠が曖昧かつ、朝鮮優越の民族主義に根ざす荒唐無稽な説で、学界では全く支持されなかった。

### 1970年代
黒岩重吾はこの時代を「1970年代は任那という言葉を口にするのは、はばかられるような雰囲気でした」と述べている。しかし1970年代以降、洛東江流域の旧伽耶地域の発掘調査が飛躍的に進み、文献史料の少ない伽耶史を研究するための材料が豊富になってくるとともに、『日本書紀』の記述だけに頼らない考古学的な議論が可能になってきた。
井上秀雄は、任那日本府は『日本書紀』が引用する逸書『百済本記』における呼称であり、『百済本記』とは百済王朝が倭国（ヤマト王権）に迎合的に書いた史書で、従来の研究はこの史書の成立事情を考慮してこなかったと批判した。
また、任那日本府について近代での朝鮮総督府のようなものが想定されることが多いが、実態は、半島南部の倭人の政治集団であると主張し、三国志『魏志』韓伝にある「倭」の記載について、「倭」は百済や新羅による加羅諸国の呼称であって、百済・新羅に国を奪われた加羅諸国の政治集団を指すと主張した。そしてさらに、逸書『百済本記』の編者は、この加羅諸国の別名と、日本列島の倭国とを結びつけたのであり、任那日本府と大和は直接的には何の関係も持たないと主張した。
請田正幸は「日本府」とは政治的な機関・機構ではなく、使者の意味であり、実体は倭王権が派遣した単なる使者であると主張し、吉田晶は、倭国が国を形づくる上で海外の異民族を支配下に置く必然性がなく、国家を形づくる上で主体となる畿内勢力が朝鮮諸国の発達した文化を独占することが要だったと主張、「日本府」の実態を倭王権から派遣される府卿と加羅諸国の首長（旱岐）層もしくは上級貴族から成り立ち、外交を始めとする重要な事柄を論議する会議だと主張している。

### 1990年代
1990年代になると伽耶研究の対象が従来の金官伽耶・任那加羅（いずれも金海地区）の倭との関係だけではなく、井上説を支持する田中俊明の提唱するところの大伽耶連盟の概念により、高霊地域の大伽耶を中心とする伽耶そのものの歴史研究も一部みられるようになった。
また、1990年代後半からは主に考古学的側面から、卓淳（昌原）・安羅（咸安）などの諸地域の研究が推進される一方で、1983年（昭和58年）に慶尚南道の松鶴洞一号墳（墳丘長66メートル）が前方後円墳であるとして紹介されて以来、相次いだ朝鮮半島南西部での前方後円墳の発見や、新羅・百済・任那の勢力圏内で大量に出土（高句麗の旧領では稀）しているヒスイ製勾玉の原産地が糸魚川周辺に比定されている事などを踏まえ、一部地域への倭人の集住を認める論考が相次いで提出された。
こうした中、吉田孝は、「任那」とは、高句麗・新羅に対抗するために百済・倭国と結んだ任那加羅（金官加羅）を盟主とする小国連合であり、いわゆる地名である伽耶地域とは必ずしも一致しない政治上の概念で、任那が倭国の軍事力を勢力拡大に利用するために倭国に設置させた軍事を主とする外交機関を後世「任那日本府」と呼んだとし、百済に割譲した四県は、倭人が移住した地域であったとする。
また、532年の任那加羅（金官加羅）滅亡後は安羅に軍事機関を移したが、562年の大加羅の滅亡で拠点を失ったとしている。
吉田は一時期否定された4世紀の日本府について、金官加羅の主導性を認めつつ倭国の軍事的外交機関とし、任那が、倭の軍事力を利用する政策の一環として当該地域に倭人（倭系豪族）が移住することになったと述べている。
『三国史記』雑志第三〜六に任那の地名はなく、『三国史記』成立時点（1145年）に朝鮮に任那という地名はなく、『三国史記』第四十六 列伝第六 強首伝に、「臣、本任那・加良の人、名は字頭（或いは、名字は頭）」とあり、任那・加良は地名であり、「任那（大）の加良（小）」の意であり、従って『三国史記』成立時点（1145年）では、任那という地名はないが昔はあったという立場を取っていることは疑いなく、『宋書』倭国伝に「使持節・都督倭・百済・新羅・任那・秦韓・慕韓六国諸軍事・安東大将軍・倭国王」（倭王珍の自称）、「使持節・都督倭・新羅・任那・加羅・秦韓・慕韓六国諸軍事・安東大将軍・倭王」（倭王武に認可）とあり、任那の地名は、南朝の周知の地名であったことが分かり、また高句麗好太王碑には、「追至任那加羅、従抜城、城即帰服、安羅人戍兵、抜新羅城」とあり、任那という地名が4世紀末に存在したこと、それが反新羅の軍事活動をしていたことが分かる。
日本府は、『宋書』倭国伝に「開府儀（義）同三司」（昇明2年/478年）の表現があり、「窃かに自ら〜を仮し、その余は咸な仮授して」とあり、倭王武が「自称」し、南朝の「認可」はなく、この『宋書』倭国伝「開府儀（義）同三司」の文面が示すように、倭王は中国風の「〜府」という名称の役所を開き、そのような複数の役所を自らの統治範囲内に分布させ、「その実状に立って、『南朝側の公認』を認め、承認されはしなかった」、つまり、承認されないまま中国風の名を持つ役所を実用、中国側が承認せず、敵対した新羅側（『三国史記』の主史料提供国）が承認していなくても、「倭国側は、この地（任那）に『日本府』と呼ぶ役所を作り、そう呼んでいた」のであり、倭国側が、任那の地の役所に、日本府の名称を用いていたことは、現代のナショナリズムとは関係がないと述べている。
また、『三国遺事』（融天師彗星歌）に「星恠即滅。日本兵還國。反成福慶」とあり、6世紀 - 7世紀に、倭国は自国の美称として日本を使用していたと述べている。
宮脇淳子は、「かつて朝鮮半島南部にあった『任那日本府』とはどういうものであったかというと、商業ルートの洛東江沿いに建設された都市同盟である『任那』諸国の中に、倭人の『将軍府』、つまり軍団司令部と屯田兵部落があったと考えられる」とする。
鬼頭清明は、「任那日本府」がヤマト大王家の命令に基づいて行動する倭国の支配機構という見解は既に否定されていると主張。日本書紀に、日本府が加耶諸国の安羅にあると記述されており、安羅土着豪族の倭府に存在して、加耶諸国の政治的な会議の際にはメンバーとして加わったとした。
さらに『日本書紀』の任那日本府関連記事編纂の思惑は「任那の調」の始まりを物語るためだが、実際に検証すると「任那日本府」は任那から調を徴集するような機関ではなく、任那を中心とする洛東江沿岸を直接支配していると判断するのは誤りと主張した。
森公章は、『日本書紀』を読む限り言える点として、確実な史料は6世紀以降にしか登場しないこと、所在地は安羅であること、正式名は在安羅諸倭臣であること、倭中央豪族、吉備臣などの倭地方豪族、伽耶系により構成され、実務は伽耶系が担っていたこと、倭本国との繋がりに乏しいこと、伽耶諸国と対等の関係にあり、協同で外交交渉を進めていること、が言えると主張している。
田中俊明は、百済主導で、新羅によって滅んだ金官国の復興の話し合いを名目に、伽耶諸国の首長層を召集して、新羅ではなく百済側に付くよう説得したのが、いわゆる「任那復興会議」であり、「任那日本府」はこの会議に関連して日本書紀中に記されていると主張した。田中は「任那日本府」の実体について、「倭からの使臣」でこのような会議に参加した、または、恒常的に開催される伽耶諸国の合議体に倭の使臣も参加していた、とする見解を否定している。
田中は、大体この会議も安羅や大加耶などは消極的で、百済が懇願した結果開かれたものであり、この会議を「伽耶全体の合議体」とする解釈は大きな誤りだと主張している。会議が友好関係にある国のみの集まりという点は認めるものの、そこへの「任那日本府」（＝倭の使臣）の関与は個別的な事項に限られたとした。
また「任那日本府」がこのような会議に関われたのは、安羅と倭の古くからの友好関係に立脚したもので、それ以上のものではないとした。また田中は、日本書紀の記述に基づいて、倭からの使臣は倭系安羅人に統制され、安羅の意思に沿うように会議で誘導されたとも主張している。

### 2000年代以降
日本の文部科学省は、2002年（平成14年）に新しい歴史教科書をつくる会による歴史教科書の「倭（日本）は加羅（任那）を根拠地として百済をたすけ、高句麗に対抗」との記述に検定意見をつけて「近年は任那の恒常的統治機構の存在は支持されていない」と述べている。
森公章は、現在は任那は百済や新羅のような領域全般ではなく、領域内の小国金官国を指す場合が多く、それらの複数の小国で構成される領域全般が加耶と称され、日本府は加耶に居住している倭人、特に倭と深い関係にあった小国安羅に居住している倭人の一団を指すという学説が有力視されていると主張している。
2002年（平成14年）から2010年（平成22年）まで2回にわたり、日本と韓国のそれぞれの学者による「日韓歴史共同研究」が行われた。日本側からは『宋書』倭国伝で、倭王武が南朝宋より使持節・都督倭・新羅・任那・加羅・秦韓・慕韓六国諸軍事・安東大将軍・倭王に封じられている記述が存在するのに、日本の朝鮮半島南部の征服や支配が全くないと結論を出すのは不自然との指摘が出された。韓国側からは日本の支配があったのに否定的な意見が出された。
韓国の研究者は、全般的に倭の影響力をできるだけ小さく見ようとしており、金泰植弘益大学教授が、任那日本府と称されたところは安羅が倭人官僚を迎え入れた「実質的には安羅の外務官署」であり、また官僚は安羅の臣下だとして、安羅に従属していた倭人だとする。呼称についても「安羅倭臣館」とするのが適当などとする。
そして、倭軍については「倭の派遣軍は貧弱で、加耶軍の意図のもと、対高句麗戦に投入された」と主張したが、濱田耕策は「（そのように）過小評価できない」と反論している。
また、森公章は、「加耶諸国と共通の利害を有し、ほぼ対等な関係で彼らと接し、主に外交交渉に共同で従事した」独立した倭人が自らの意思で活動しており、さらに安羅は倭臣が自立した活動をしていた場所で、倭臣の安羅に対する隷属を否定するなど、不一致があった。しかし最終的な報告書では、大和政権の一部の勢力が朝鮮半島の地方で活動したことは認められるとしている。
1983年（昭和58年）に慶尚南道の松鶴洞1号墳（墳丘長66メートル）が前方後円墳であると嶺南大学の姜仁求教授が実測図を発表したが、後の調査により、松鶴洞1号墳は、築成時期の異なる3基の円墳が偶然重なり合ったもので前方後円墳ではないとする見解を韓国の研究者が提唱したが、松鶴洞1号墳は、日本の痕跡を消すために改竄工事を行った疑惑が持たれている。
これに関して1996年（平成8年）撮影写真は前方後円墳であったものが、2012年（平成24年）撮影写真では3つになっているという指摘がある（出典に写真あり）。
これまでのところ全羅南道に11基、全羅北道に2基の前方後円墳が確認されている。朝鮮半島の前方後円墳はいずれも5世紀後半から6世紀中葉という極めて限られた時期に成立したもので、百済が南遷する前は伽耶の勢力圏の最西部であった地域のみに存在し、円筒埴輪や南島産貝製品、内部をベンガラで塗った石室といった倭系遺物を伴うことが知られている。
韓国の慶北大学の朴天秀教授は、韓国の前方後円墳は在地首長の墓を避けるように単発的に存在し、石室を赤く塗るものもあり、九州の古墳と共通点が多いため、被葬者は九州出身の豪族だった可能性を指摘している。
また、朴天秀は、全ての文化は韓国から日本に渡ったし、前方後円墳だってそうだ、という反応が1980年代の韓国ではあったが、それは間違いで、韓国の前方後円墳は5世紀から6世紀に日本から韓国に渡った文化を示す例であるとし、朝鮮半島南部の倭の統治機関としての「任那日本府」の存在を否定しつつ、一方で韓国民族主義の影響を強く受けた自国研究者の学説を厳しく批判し、この時代の朝鮮半島への倭の影響を認めている。

## 任那日本府の実態

### 『日本書紀』にみえる「日本府」
説話的要素の強い雄略8年紀をのぞくと、任那日本府は欽明2 - 15年紀すなわち西暦541年から554年の間のみにみられる。すでに金官地方は新羅に併合されていた時期なので、任那日本府に関する史料は安羅日本府についてのものだけである。
2010年（平成22年）に日韓歴史共同研究委員会は、任那日本府（原表記「在安羅諸倭臣等」）について、日本側の参加者であった森公章と濱田耕作が「従来イメージされているような出先機関的な機構としてのまとまりを形成していた訳ではなく、平時における存在意義は大きなものではなかった」と結論付けている。以下、当該記事の分析結果によって、任那日本府（安羅日本府）の性格が明らかにされる。
1. 「任那日本府」の古訓は「ミマナノヤマトノミコトモチ」すなわち「任那倭宰」であり、統治機構として整備されたというよりは、欽明15年紀の「在安羅諸倭臣等」（アラニハベルモロモロノヤマトノマエツギミタチ）が実態と考えられる。
2. 日本府に関する記事のほとんどは百済王が主催し、加羅諸国の首長層と任那日本府の官人たちとが参画し、加羅諸国のあり方について協議する、いわゆる「任那復興会議」にかかわるものである。
3. 日本府は強大な指導権をもっておらず、「任那復興会議」も百済王が主導する。
4. 日本府の官人たちは、場合によってはヤマト王権の意向を無視して独自に行動する場合がある。
5. 日本府の構成メンバーにはヤマト王権から派遣された人びとのほかに、在地の日韓混血の人物も多くみられる。

### 日本府に関する諸説
上述の1. - 5.の性格から帰納法的に推論して、「任那日本府」はヤマト王権のものではなく、別の存在であるという説もあらわれている。
- 井上秀雄 … 日本府はヤマト王権のものではなく、加羅諸国の在地豪族の合議体であるという説[29]。
- 金鉉球 … 百済が加羅諸国を支配するために置いた機関とする説[30]。
- 奥田尚 … 加羅諸国が対倭外交のために設置した機関とする説[31]。
- 大山誠一 … ヤマト王権の代表と加羅諸国の首長層の合議体であるとする説[32]。

これらはいずれも、日本府がヤマト王権とは直接関係のない機関であったのに、『日本書紀』がヤマト王権の機関であるかのように書き換えたものだという理解の上に立ったものだということができる。言い換えれば、『日本書紀』の記述のうち、3.4.5.をきわめて重視する立場であり、1.は無視した結果であるとみなすことができる。

### 「日本府」の性格
任那日本府の性格の一端は構成員の分析と古訓から導き出される。

#### 構成員
任那日本府の構成員のなかには、日韓混血の人物や百済の冠位をもつ人物、朝鮮三国風の名を有する人物も多くみられるが、ヤマト王権の中央豪族と考えられる人物もまた多くみられる。
「任那日本府」の構成は多様で、
- 的臣のような「卿」「大臣」などと表記される倭の中央豪族の姓を有する倭臣
- 吉備臣のように、地方豪族出身で雄略期以来の「在安羅諸倭臣」あるいは「執事」と表現された人々
- 移那斯や麻都を典型とする金官国あるいは加羅国などの在地系の人

の三つの集団から構成された。これらが一括して「任那（安羅）日本府」と表現されたのは、加耶侵攻に対して安羅王とともに親新羅・高句麗的活動をした諸集団を一括して、対立的に百済系史料が本来は表現したものであった。
『日本書紀』の編者が創作した人物が混じっていたり、朝鮮風の名を日本風に改めたケースがあったりした可能性もあるが、すでに『百済本記』において「烏胡跛（うごは）臣」（的（いくは）臣）、「加不至費直（かふちのあたい）」（河内直）とあるので、ヤマト王権の中央豪族がいたことは確実視される。構成員には日本府大臣-日本府臣の序列があり、前者には的臣などの倭の中央豪族の姓を有する者が就任し、後者には吉備臣などの地方豪族がおり、その下に河内直・阿賢移那斯・佐魯麻都など加耶系の人々（倭人との混血児を含む）が実務官として実権を握るという実態であった。

#### 古訓
日本府の古訓は「ヤマトノミコトモチ」であり、国内の地方行政官たる国司もまた「ミコトモチ」と訓じられる。国司が「ミコトモチ」と訓じられる所以は、国司が天皇（大王）の言葉を在地の人びとに伝えるためであるので、「ヤマトノミコトモチ」とはヤマト王権から派遣された代表者ということとなる。
この場合、上下関係が存在すれば任那支配のための機関となるが、上下関係が存在しないとすれば外交使節となる。また、「ミコトモチ」の語は本来的には個人を指し示す語であるので「日本府」の漢字を充てたために壮大な機構と考えられがちだが、必ずしもそうとはかぎらない。

### 任那日本府と百済
『日本書紀』欽明天皇条には、「印支彌（いきみ）」という倭人、あるいは倭系渡来人が登場するが、「百済本記」には「我留印支彌之後、至既酒臣時」と、百済の聖明王の言葉には「夫遣印支彌於任那者、本非侵害其國」とあり、印支彌は百済が派遣したもので、その去就も百済王の意向次第であったと記されている。しかし、印支彌は必ずしも百済の意図通りには活動しておらず、任那日本府が百済の統制下にあったとするのは不可能である。百済は河内直らの追却を倭国に要請し、的臣の死去を報告するとともに、「伏願天慈速遣其代、以鎮任那」と述べており、百済の認識としては「日本府」官人の進退は倭国側の統制下にあると考えられていたことがわかる。百済が安羅に派遣した使者の中に倭系百済官僚の紀臣奈率彌麻沙、施徳斯那奴次酒が見えており、「日本府」の吉備臣・河内直らに対する百済の認識、つまり彼らを倭人と位置づけていることがわかるとする指摘も存在する。また『日本書紀』には「日本卿等、久住任那之國、近接新羅之境」とも記されているので、印支彌はたとえ百済から到来したとしても、百済とは別の「任那日本府」の一員、つまり「在安羅諸倭臣等」として行動する必要があったと考えられる。

## 任那日本府の構成員として見える人物
- （塩垂津彦）

- （吉備上道臣田狭、「任那国司」）

- （膳臣斑鳩、「日本府行軍元帥」）

- （吉備臣小梨、「日本府行軍元帥」）

- （難波吉士赤目、「日本府行軍元帥」）

- 印支弥

- 許勢臣

- 的臣（544年時点での「日本府大臣」）

- 吉備臣

- 加猟直岐甲背

- 河内直

- 移那斯

- 麻都

## 日韓両国以外の評価・見解
世界約50カ国で教科書を出版しているオックスフォード大学出版局が制作している教科書は「5世紀の日本の勢力は朝鮮半島南部まで支配した」と記述している。プレンティスホール社が出版しているアメリカの教科書『世界文化』は「西暦400年ごろ、（日本は）幾つかの氏族が連合して日本の大半を統一し、朝鮮南部の地域を統治するまでに至った」と記述してあり、カナダやオーストラリアの教科書もまた、同様の記述が存在する。
コロンビア大学のオンライン百科事典やアメリカ議会図書館は、「古朝鮮は紀元前12世紀に、中国人、箕子が朝鮮半島北部に建てた国だ。その当時、朝鮮半島南部は日本の大和政権の支配下にあった」と記述している。
中華人民共和国の上海人民出版社が出版している歴史教科書『世界史講』は、「新羅は、半島南方で早くから長期間にわたって倭人の基盤となっていた任那地区を回復した」と記述している。
中華人民共和国外交部のホームページ（www.fmprc.gov.cn）の日本の概況は、任那日本府に言及、「5世紀はじめ、ヤマト王権が隆盛した時期に、その勢力が朝鮮半島の南部にまで拡大した」と紹介した。
中華人民共和国国営出版社の人民出版社が発行している中国の大学歴史教材『世界通史』は、4世紀から5世紀にかけて日本が伽耶を支配した任那日本府を受け入れ、「伽耶は4世紀に日本の侵略を受けた」と記述している。